# Neurofilament
 (janvier 2025).
Si vous disposez d'ouvrages ou d'articles de référence ou si vous connaissez des sites web de qualité traitant du thème abordé ici, merci de compléter l'article en donnant les références utiles à sa vérifiabilité et en les liant à la section « Notes et références ».

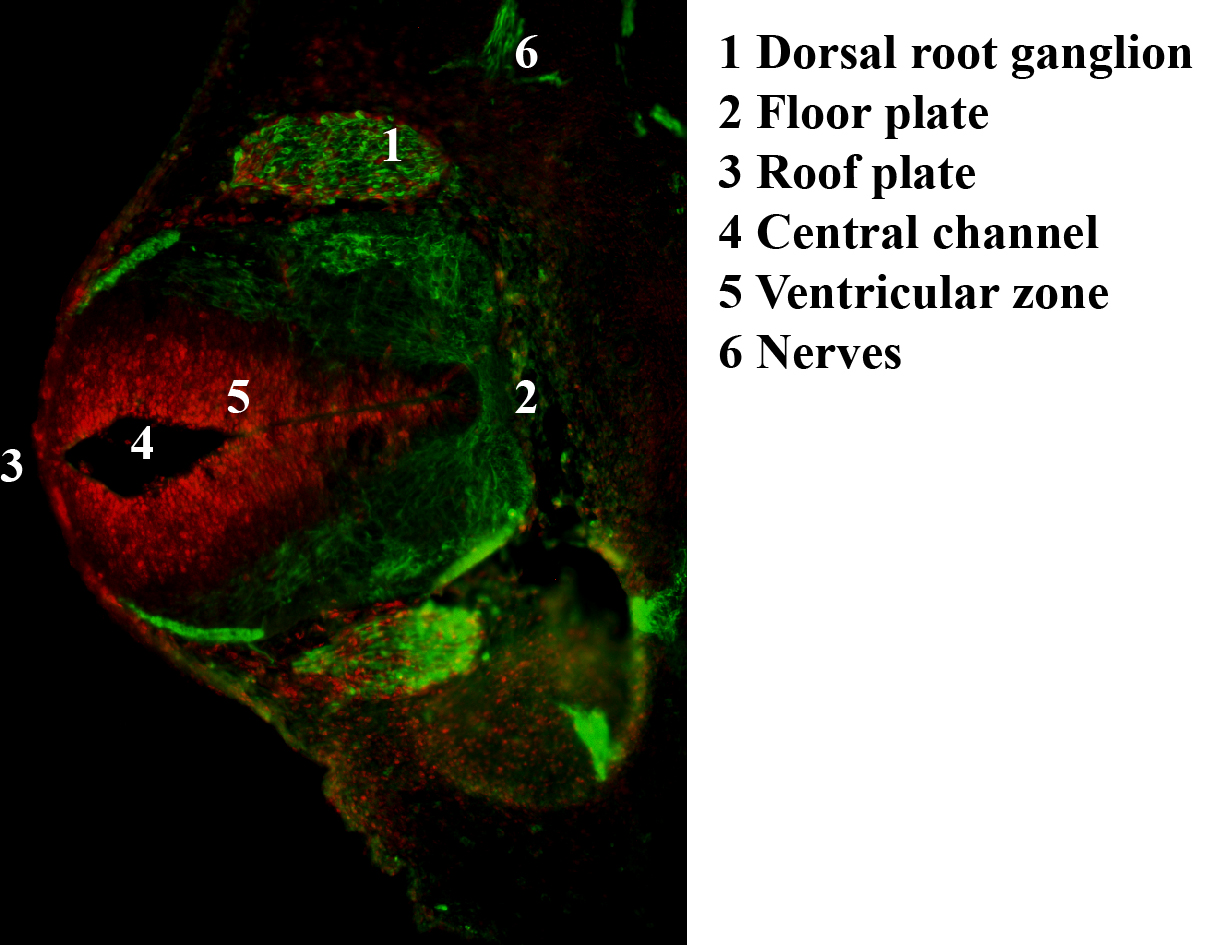
Anticorps sur un neurofilament (vert) dans un embryon de souris

Le neurofilament est le filament intermédiaire trouvé spécifiquement dans les neurones. Cette fibre très fine mesure de 9 à 10 nm de diamètre, généralement regroupée en faisceau, est l'élément de soutien du neurone.
Les neurofilaments sont des protéines du cytosquelette des neurones de la famille des filaments intermédiaires et s’assemblent pour former des filaments de 9 à 10 nm de diamètre. 

## Types
Le triplet de neurofilaments est composé des protéines NEFL (neurofilament low), NEFM (neurofilament medim) et NEFH (neurofilament heavy) qui s’assemblent en contractant des interactions de type ‘coil-coiled’ en une structure filamenteuse et dont les parties carboxy-terminales sortent du cœur de la structure filamenteuse.
Les protéines des neurofilaments sont nommées en fonction de leur propriété de migration électrophorétiques sur un gel SDS-PAGE :
- la plus petite (low) NEFL migre à 68 kDa ;
- la moyenne (medium) NEFM migre à 160 kDa ;
- la plus élevée (heavy) NEFH migre à 240 kDa quand elle est phosphorylée.

Il existe aussi d’autres protéines des neurofilaments comme la périphérine et l’alpha-internexine (en).